# Bryum glaziovianum
Bryum glaziovianum là một loài Rêu trong họ Bryaceae. Loài này được (Hampe) Hampe mô tả khoa học đầu tiên năm 1879.